# Arie Haan
Arend "Arie" Haan (Finsterwolde, Països Baixos, el 16 de novembre de 1948) és un exfutbolista i exentrenador neerlandès, que va marcar 6 gols en 35 partits amb la selecció neerlandesa de la dècada de 1970. Va parar la carrera d'entrenador per problemes de salut i falta de motivació. Actualment, viu a Espanya.